# Lake City (Teksas)
Lake City je gradić u američkoj saveznoj državi Teksas. Prema popisu stanovništva iz 2010. u njemu je živjelo 509 stanovnika.